# Doctor Dolittle 2
Doctor Dolittle 2 (în engleză Dr. Dolittle 2) este un film fantastic de comedie regizat de Steve Carr după un scenariu de Larry Levin. În rolurile principale au interpretat actorii Eddie Murphy Kristen Wilson, Jeffrey Jones și Kevin Pollak.
A fost produs de studiourile Davis Entertainment și a avut premiera la 22 iunie 2001, fiind distribuit de 20th Century Fox. Coloana sonoră a fost compusă de David Newman. 
Cheltuielile de producție s-au ridicat la 70 milioane $ și a avut încasări de 176,1 milioane $.
Este ultimul film cu Eddie Murphy în rolul principal, Kyla Pratt având rolul principal în continuarea Dr. Dolittle 3 din 2006.

## Distribuție
- Eddie Murphy - Dr. John Dolittle
- Kristen Wilson - Lisa Dolittle
- Jeffrey Jones - Joe Potter
- Kevin Pollak - Jack Riley
- Raven-Symoné - Charisse Dolittle
- Kyla Pratt - Maya Dolittle
- Lil Zane - Eric
- James Avery - Eldon, tatăl lui Eric
- Elayn J. Taylor - soția lui Eldon
- Andy Richter - Eugene Wilson
- Mark Griffin - Logger
  - Mark Griffin - Nature Show Narrator
- Ken Hudson Campbell - Animal Control Officer
- Victor Raider-Wexler - Judge B. Duff
- Lawrence Pressman - Governor of California (nemenționat)
- Steve Irwin - The Crocodile Hunter
- Anne Stedman - Woman
- Googy Gress - Bear Announcer
- Trevor Denman - Horse Race Announcer